# Leptirica
Leptirica (Serbio cirílico: Лептирица) es un telefilme de terror yugoslavo del año 1973. Fue dirigida por el director serbio Đorđe Kadijević. Leptirica fue la primera película de terror de Serbia. Está basada en la novela corta Posle devedeset godina (После деведесет година) escrita por el autor serbio Milovan Glišić. La película estuvo filmada en el pueblo de Zelinje, cerca del río Drina, que se encuentra cerca a la ciudad de Zvornik. El molino que aparece en el filme aún permanece allí.

## Argumento
Un molinero anciano (Toma Kuruzović) vuelve de un arduo día de labor, y va a su puesto como trabajador del molino. Mientras duerme, el  molino deja de funcionar y una extraña criatura ingresa allí. Este ser tiene dientes afilados, cuerpo cubierto de pelos y largas uñas. Ataca violentamente al molinero, y muerde su cuello hasta matarlo. Luego de este incidente, el molino comienza a funcionar nuevamente. 
Al día siguiente, un hombre de la aldea halla al cadáver de su amigo y, alarmado, corre a contarle a otros pobladores lo que ha visto.
Luego se nos muestra a dos jóvenes caminando por el campo: el joven Strahinja (Petar Božović) y una muchacha llamada Radojka (Mirjana Nikolić). Radojka es la hija de Živan (Slobodan Perović), quién no aprueba que se case con Strahinja. Decepcionado, Strahinja va a Zarožje, un pueblo cercano. Allí se encuentra con los campesinos hablando acerca del molino y afirman que está maldito, debido a las misteriosas muertes que ocurren en él. Le ofrecen a Strahinja ser el nuevo molinero, y él acepta la propuesta a regañadientes. Aquella noche va al molino y es atacado por esta criatura. Sobrevive al suceso, y descubre el nombre de este ser: Sava Savanović. Los campesinos visitan a una mujer sumamente anciana que vive en un pueblo cercano, y le consultan si ha visto una tumba de alguien llamado Sava Savanović. Las direcciones que les provee la anciana no les resultan útiles, por lo que deciden tomar un caballo y usarlo como guía. Luego de caminar por un largo tiempo, notan que el animal se altera. Resuelven excavar el sitio donde estuvo el caballo, y descubren el ataúd de Sava, al cual le clavan una estaca.
Creyendo que han derrotado al monstruo, los campesinos acompañan a Strahinja y Radojka, que planean escaparse a Zarožje y contraer matrimonio. Por la noche, Strahinja visita la habitación de su prometida. Allí descubre una profunda herida en su pecho y aterrorizado, se da cuenta de que aquella lastimadura fue ocasionada por la estaca que le clavaron a Sava Savanović. Así, Radojka se transforma en la criatura que ha estado atormentando al pueblo. Lo ataca y él no puede librarse de ella. En el forcejeo, Radojka lo lleva hasta la tumba de Sava donde Strahinja logra agarrar la estaca y clavársela, no sin antes resultar gravemente herido.  
El filme termina con Strahinja tirado en el suelo mientras que una mariposa se posa sobre él.

## Reparto
- Mirjana Nikolić como Radojka
- Petar Božović como Strahinja
- Slobodan Perović como Živan
- Vasja Stanković como Kmet
- Aleksandar Stojković como un campesino
- Tanasaije Uzunović como el sacerdote
- Ivan Đurđević como un campesino
- Branko Petković como un campesino
- Toma Kuruzović como Vule